# Jatropha nana
Jatropha nana là một loài thực vật có hoa trong họ Đại kích. Loài này được Dalzell & Gibson mô tả khoa học đầu tiên năm 1861.